# Главы Оренбурга
Список глав города Оренбурга XIX—XXI веках.

## Список градоначальников после образования Оренбургской городской управы
- Cереда, Николай Акимович 09.09.1875 — 12.1875 гopoдcкoй голова
- Cереда Николай Акимович хх.09.1879 — 12.05.1882 гopoдcкoй голова
- Cереда Николай Акимович 30.09.1883 — 01.09.1887 гopoдcкoй голова
- Назаров, Степан Иванович 05.07.1887 — 01.04.1892 гopoдcкoй голова
- Cереда Николай Акимович 07.06.1892 — 12.01.1895 гopoдcкoй голова
- Cереда Николай Акимович 30.05.1897 — ??? гopoдcкoй голова
- Кузьмин, Николай Васильевич 06.06.1901 — 18.01.1903 гopoдcкoй голова
- Кузьмин Николай Васильевич 27.06.1905 — 12.12.1911 гopoдcкoй голова
- Пустовалов, Александр Михайлович 17.02.1912 — 19.04.1913 гopoдcкoй голова
- Ладыгин, Василий Николаевич 23.04.1913 — 23.06.1915 гopoдcкoй голова
- Клиентов, Евгений Николаевич 23.11.1915 — хх.07.1917 гopoдcкoй голова
- Барановский, Валентин Фавьевич хх.07.1917 — хх.10.1918 городской голова

## Советская власть
- Коростелев, Александр Алексеевич 1917—1917 председатель городского совета
- Коростелев, Александр Алексеевич 1917—1917 председатель городского комитета
- хх.11.1917 — хх.01.1918 захват Оренбурга войсками А. И. Дутова
- хх.01.1918 — захват Оренбурга войсками Красной Армии
- 03.07.1918 — 22.01.1919 захват Оренбурга войсками А. И. Дутова
- 22.01.1919 — захват Оренбурга войсками Красной Армии
- Акулов, Иван Алексеевич хх.02.1919 — хх председатель городского комитета партии
- Акулов, Иван Алексеевич хх.02.1919 — хх председатель городского совета
- Мутнов, Никита Ефремович 18.03.1919 — 15.05.1920 председатель Оренбургского горсовета
- 26.08.1920 — хх.02.1925 административный центр Киргизской (Казахской) АССР
- Мутнов, Никита Ефремович хх.12.1920 — хх.05.1921 председатель Оренбургского горсовета
- хх.09.1920 −1928 административный центр Оренбургской губернии
- Дунаев, Георгий Михайлович хх.05.1921 — хх.04.1922 председатель Оренбургского горсовета
- Данилов, Арсений Иванович 01.05.1922 — 05.12.1922 председатель Оренбургского горсовета
- Калинин, Ефрем Андреевич 09.10.1922 — хх.12.1922 председатель Оренбургского горсовета
- Львов, Дмитрий Иванович 07.12.1922 — хх.05.1924 председатель Оренбургского горсовета
- Котов, Константин Назарович 18.06.1924 — 05.01.1930 председатель Оренбургского горсовета
- 1928 — 07.12.1934 административный центр Оренбургского округа
- Родионов, Михаил Иванович 05.01.1930 — 06.08.1930 председатель городского Совета
- Быков, Иван Михайлович 06.08.1930 — 26.05.1931 председатель исполкома Оренбургского горсовета
- Родионов, Михаил Иванович 26.05.1931 — 25.08.1931 председатель городского Совета
- Каширин, Петр Дмитриевич 04.09.1931 — 13.09.1933 председатель исполкома Оренбургского горсовета
- Капранов, Николай Евдокимович 11.10.1933 — 21.06.1934 председатель исполкома Оренбургского горсовета
- Горбатов, Родион Иванович 21.06.1934 — 03.01.1935 председатель исполкома Оренбургского горсовета
- 07.12.1934 — 26.12.1938 административный центр Оренбургской области
- Степанов, Василий Васильевич 03.01.1935 — 21.05.1937 председатель исполкома Оренбургского горсовета
- Черемыскин, Петр Васильевич 26.07.1937 — 29.10.1037 председатель исполкома Оренбургского горсовета
- Ткачев, Иван Андреевич 08.03.1938 — 01.10.1938 председатель исполкома Оренбургского горсовета
- Сафонов, Александр Степанович 01.10.1938 — 20.11.1939 председатель исполкома Оренбургского горсовета
- 26.12.1938 — 04.12.1957 административный центр Чкаловской области

### ЧКАЛОВ 26.12.1938-4.12.1957
- Быстров, Михаил Матвеевич 20.11.1939 — 22.11.1941 председатель исполкома Чкаловского горсовета
- Каширин, Борис Иванович 22.11.1941 — 28.09.1942 председатель исполкома Чкаловского горсовета
- Герасименко, Василий Абрамович 29.09.1942 — 22.11.1942 председатель исполкома Чкаловского горсовета
- Ефремов, Василий Петрович 22.11.1942 — 06.10.1943 г. председатель исполкома Чкаловского горсовета
- Каширин, Борис Иванович 06.10.1943 — 11.09.1944 председатель исполкома Чкаловского горсовета
- Комиссаров, Николай Дмитриевич 11.09.1944 — 06.12.1945 председатель исполкома Чкаловского горсовета
- Быстров, Михаил Матвеевич 06.12.1945 — 13.05.1949 председатель исполкома Чкаловского горсовета

### ОРЕНБУРГ 4.12.1957 административный центр Оренбургской области
- Дмитриев, Павел Евгеньевич 13.05.1949 — 28.03.1963 председатель исполкома Чкаловского/ Оренбургского горсовета
- Чумиков, Петр Максимович 15.03.1963 — 11.11.1966 председатель исполкома Оренбургского горсовета
- Акимов, Владимир Ильич 11.11.1966 — 22.06.1971 председатель исполкома Оренбургского горсовета
- Милашич, Петр Григорьевич 22.06.1971 — 20.11.1974 председатель исполкома Оренбургского горсовета
- Тараков, Дмитрий Архипович 26.11.1974 — 13.01.1976 председатель исполкома Оренбургского горсовета
- Гаранькин, Юрий Дмитриевич 13.01.1976 — 19.12.1985 председатель исполкома Оренбургского гopoдcкoгo Совета депутатов трудящихся (с октября 1977 г. народных депутатов)
- Донковцев, Геннадий Павлович 19.12.1985 — 27.12.1991 председатель исполкома Оренбургского горсовета

## Российская Федерация
- Лобачев, Михаил Михайлович 19.04.1990 — 30.12.1994 председатель Оренбургского горсовета
- Солдатов, Георгий Петрович 1991—1993 исполняющий обязанности Главы администрации города Оренбурга
- Донковцев, Геннадий Павлович 28.04.1993 — 09.09.2000 Глава города Оренбурга
- Мищеряков, Юрий Николаевич 13.09.2000 — 30.10.2015 Глава города Оренбурга, председатель гopсовета
- Арапов, Евгений Сергеевич 30.10.2015 — 08.10.2018[1] Глава города Оренбурга.
- Сергей Николаев 09.10.2018 — 19.12.2018 Исполняющий обязанности главы города Оренбурга
- Кулагин, Дмитрий Владимирович 20.12.2018 — 10.12.2019 Глава города Оренбурга
- Ильиных, Владимир Алексеевич 06.02.2020 — 28.09.2021 Глава города Оренбурга
- Салмин Сергей Александрович  24.03.2022 — н.в. Глава города Оренбурга